# Pias (Ferreira do Zêzere)
Pias era una freguesia portuguesa del municipio de Ferreira do Zêzere, distrito de Santarém.

## Historia
Pias fue vila y sede de municipio hasta 1836. El antiguo municipio de Pias comprendía, además del territorio de la actual freguesia, el de las de Areias y Chãos. De esta época data el pelourinho, símbolo de la autonomía municipal, que constituye hoy uno de los principales elementos patrimoniales de Pias.
Fue suprimida el 28 de enero  de 2013, en aplicación de una resolución de la Asamblea de la República portuguesa promulgada el 16 de enero de 2013 al pasar a formar parte de las freguesias de Águas Belas, Areias e Pias e Igreja Nova do Sobral.